# 11626 Church Stretton
11626 Church Stretton è un asteroide della fascia principale. Scoperto nel 1996, presenta un'orbita caratterizzata da un semiasse maggiore pari a 2,2681476 UA e da un'eccentricità di 0,0966421, inclinata di 4,77229° rispetto all'eclittica.